# 姬威
姬威（549年—610年），隋朝河南郡洛阳人。
姬威家族自称周赧王之后，开皇二年（582年）八月，姬威封岢岚县开国侯，食邑五百户。开皇二十年（600年）晋王杨广命令督王府军事段达私下贿赂东宫受太子杨勇宠信的姬威，让他暗中观察太子的动静，密报给杨素。段达威胁姬威说：“东宫的过失，陛下都知道了。我已得密诏，定要废太子。你要是能告发杨勇，就会大富大贵！”姬威同意，随即就上书告发杨勇。隋文帝命姬威把太子的罪恶都讲出来。姬威说：“太子向来对我讲话，意气极为骄横，还说：‘要是有劝我的人，就该杀掉他。杀百把人，自然就永远清静了。’太子又营建楼台宫殿，一年四季都不停止。先前苏孝慈被解除左卫率官职的时候，太子愤怒得胡子都翘起来了，他挥着胳膊说：‘大丈夫终会有一天，不会忘记此事，一定要杀伐决断以求痛快！’另外，东宫内所索取的东西，尚书经常恪守制度不给，太子往往立即发怒，说：‘仆射以下的人，我可以杀一、两个，让你们知道怠慢我的灾祸。’太子常说：‘皇父厌恶我有许多姬妾，北齐后主高纬、陈后主陈叔宝是庶子吗？’太子曾令女巫占卜吉凶，他对我说：‘皇帝的忌期在开皇十八年，这个期限快到了。’”文帝流着泪说：“谁不是父母所生，他竟然这样！我近来翻阅《齐书》，看到高欢纵容他的儿子，就非常气忿。怎么能仿效这种人呢？”当时，药藏局贮存着好几斛的艾绒，杨素收缴上来，感到很奇怪，就问姬威，姬威说：“太子此意另有用处。皇帝在仁寿宫，太子经常饲养着一千匹马，说：‘要是直接守住城门，自然就会饿死。’”杨素以姬威的话来盘问杨勇，杨勇不服气，说：“我听说公家饲养的马有好几万匹，我作为太子，养一千匹马就是造反吗？”
仁寿三年（603年）二月，姬威进封汾源县开国公，食邑一千户。大业六年（610年）姬威卒，年六十二岁。同年七月二十三日葬于京兆郡大兴县浐川乡之白鹿原。姬威的孙女是唐高宗的保母之一姬揔持。1954年陕西省文物管理委员会清理发掘出位于西安东郊灞桥区郭家滩的姬威墓。